# Myoblast
En myoblast är en typ av stamcell som finns i muskler. Skelettets muskelfibrer görs då myoblaster slås samman.
Myoblaster som inte bildar muskelfibrer bildar satellitceller. Dessa satellitceller håller sig i närheten av muskelfibrerna och separeras endast av sitt cellmembran och av endomysium (den sammansättande vävnaden).